# Rond-point Deïdo
Le rond-point Deïdo, situé à Deïdo,  est un quadruple carrefour et le point de croisement le plus fréquenté de l'arrondissement de Douala 1er à Douala au Cameroun.

## Histoire
Le rond-point Deïdo est un lieu historique qui connait plusieurs migrations et est un point d'exode rural. Il est devenu célèbre et un point d'attraction touristique par l'édification en 1996 du Ndjoundjou (le monstre) : La Nouvelle Liberté par Joseph-Francis Sumégné. 

### Voix principales

#### Voies routières
Le rond-point Deido est traversé par la provinciale n°14 (P14) qui le relie au quartier Deïdo et la nationale n°3 (RN3) qui relie Akwa à Bonabéri.

#### Voies ferroviaires
Le rond-point Deïdo donnant accès à Bonabéri permet de voir le chemin de fer qui conduisait auparavant à Nkongsamba.

## Situation et accès

### Situation

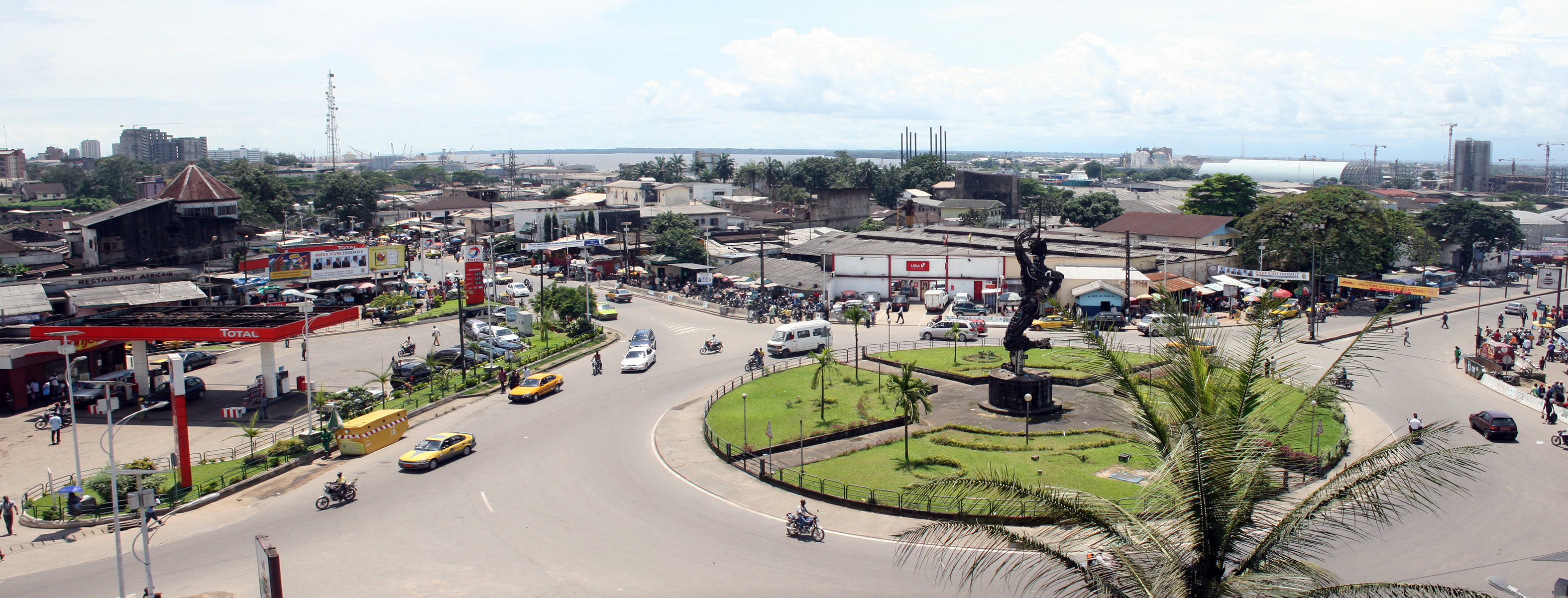
Rond-Point Deido en journée

#### Situation routière
Le rond-point Deido est l'un des carrefours nœuds les plus centraux de Douala et de ses agglomérations. Il est géographiquement situé au quartier Deido. Le carrefour est au centre d'un point de liaison routière de plusieurs quartiers Akwa, Deido, Bonabéri, Bonamoussadi.  

#### Marchés
Plusieurs jeunes et adultes se sont mis dans l'informel autour du rond-point Deido et plusieurs entreprises y sont implantées notamment Total, boulangerie Meno. 

#### Sécurité
Plusieurs vols étaient enregistrés au rond-point Deido, un poste de police y a été instauré pour la maîtrise et la gestion de la sécurité publique. 

### Accès difficile et point entonnoir
Le rond-point Deido est un lieu où il y a du monde en journée comme en soirée. La nuit, la circulation peut être plus fluide. Les étalages, comptoirs et autres kiosques installés sur les trottoirs du carrefour congestionnent la circulation, obligeant les piétons à utiliser la chaussée pour traverser le carrefour, passant d'un point ramassage à un autre,.

### Transports en commun
Le rond-point Deido est un lieu de mini gare routière  pour les destinations du Sud-Ouest Cameroun. Il est également un point de passage et de ramassage des populations, ce qui engendre une forte présence des moto-taxis et toute sorte d'autres véhicules de transports.
| Vidéo externe |                                                              |
|               | Rond Point Deido By Drone (Beauty of Douala) Le 31 mars 2021 |

### Le rond-point Deïdo en 2021
Pour aérer et fluidifier la circulation, des agents de police régulent la circulation aux heures de pointe.